# Суасо Кордова, Роберто
Робе́рто Суа́со Ко́рдова (исп. Roberto Suazo Córdoba; 17 марта 1927, Ла-Пас, Гондурас — 22 декабря 2018, Тегусигальпа, Гондурас) — 47-й президент Республики Гондурас (1982—1986).

## Ранняя биография
После получения начального и среднего образования на родине переехал в Гватемалу, где в 1949 окончил медицинский факультет Университета Сан-Карлос. После окончания учёбы работал по специальности, хирургом, в главной больнице Гватемалы. В 1953 году вернулся в родной город, где занимался работал врачом на протяжении 25 лет.
Находясь в Ла-Пасе, начал заниматься политикой, вступив в ряды Либеральной партии. В 1958–1963 и 1965–1971 представлял родной департамент в Конгрессе, а в 1979 году стал ключевой фигурой в партии, заменив лидера либералов Модесто Родаса на посту генерального координатора партии.
В 1980 году военное правительство генерала Поликарпо Паса решило вернуть гражданскую власть в стране соответственно новой конституции (в 1981 Р. Суасо был председателем конституционного собрания). В результате всеобщих выборов, прошедших 29 ноября 1981, Суасо и Либеральная партия получили большинство голосов избирателей (53,9 %).

## Президентство
Р. Суасо победил на выборах с амбициозной программой экономического и социального развития, направленной на прекращение рецессии в стране.
Он рассчитывал на финансовую поддержку со стороны США. Гондурас в то время имел огромное значение для интересов США в регионе, в частности, для противовеса сильным позициям Фиделя Кастро на Кубе и победивших в гражданской войне сандинистов в Никарагуа, а также растущей популярности левых сил в Сальвадоре и Гватемале.
Хотя помощь США была значительной и своевременной, правительство Суасо было не в состоянии возобновить разрушенную экономику страны. Дефицит бюджета резко возрос, поскольку резко возросли военные расходы. На политику также очень сильно влиял командующий вооружёнными силами страны генерал Альварес Мартинес, координировавший, вместе с североамериканцами (Джон Негропонте), вооружённую борьбу "контрас" с сандинистским правительством в Никарагуа. Одним из наследий его администрации осталась американская военная база Пальмерола в 50 км к северу от Тегусигальпы, построенная в период с 1984 по 1985, Многими считается декоративной фигурой на своём посту, реально не обладавшей всей полнотой власти.
Отчаянно пытался найти решение проблем, заменил в 1984 большинство членов своего кабинета, однако это не прекратило падение уровня экономики в стране и, соответственно, падение его личной популярности.
В конце жизни страдал болезнью сердца и попал в больницу для операции по поводу язвы, которая осложнила его недуги. В больнице и умер. Похоронен на родине, в Ла-Пасе.